# Hylaeus perspicuus
Hylaeus perspicuus is een vliesvleugelig insect uit de familie Colletidae. De wetenschappelijke naam van de soort is voor het eerst geldig gepubliceerd in 1899 door Perkins.